# (7901) Konnai
(7901) Konnai es un asteroide perteneciente al cinturón de asteroides descubierto por Takao Kobayashi desde el Observatorio de Ōizumi, Japón, el 19 de febrero de 1996.

## Designación y nombre
Konnai fue designado inicialmente como 1996 DP.
Más adelante, en 2003, se nombró en honor del astrónomo aficionado japonés Reiichi Konnai.

## Características orbitales
Konnai orbita a una distancia media de 2,58 ua del Sol, pudiendo alejarse hasta 2,881 ua y acercarse hasta 2,279 ua. Su excentricidad es 0,1166 y la inclinación orbital 1,344 grados. Emplea en completar una órbita alrededor del Sol 1514 días. El movimiento de Konnai sobre el fondo estelar es de 0,2378 grados por día.

## Características físicas
La magnitud absoluta de Konnai es 14.